# 休宁县衙
休宁县衙位于中国安徽省黄山市休宁县海阳镇，为古休宁县治所所在，原建筑仅存谯楼，近年重建正堂、穿堂与后堂等，现为中国状元博物馆。
休宁建置始于东汉建安十三年（208）所置休阳县，县治最初位于灵鸟山（今凤凰山），后迁万岁山（又名万安山、古城山，今古城岩），唐天宝九年（750）再迁今址。至清末时其中轴线上依次为照壁、谯楼（前东原有旌善亭，西原有申明亭，后废）、仪门（左右有角门）、戒石亭、正堂（又名牧爱堂、平政堂等，前有吏房，东列吏户礼，西列兵刑工）、穿堂、后堂（东有退思轩，西有架阁库、大有库）及知县廨。
现存的谯楼又名钟鼓楼，为县衙正门，楼上置有铜壶滴漏、铜锣更鼓等，可用于报警、报时和瞭望，其建筑形制随历代重修不断更改，今建筑为清顺治六年（1649）改修而成，下为台基，正中辟门（北为拱形、南为方形），上为面阔七间两层的重檐歇山顶楼阁，1984-1986年大修，台基北侧立有明弘治十四年（1501）《休宁县新建鼓楼记》碑一座。正堂面阔五间、重檐歇山顶，后堂面阔三间、歇山顶，二者以面阔三间的穿堂相连组成工字殿。